# Bradley (Maine)
Bradley – miasto w Stanach Zjednoczonych, w stanie Maine, w hrabstwie Penobscot.